# 賈斯汀·哈特雷
賈斯汀·哈特雷（英語：Justin Hartley；1977年1月29日—）是一位美國演員。他最著名的作品是NBC肥皂劇《激情》和《超人前傳》。出演過《紅色大峽谷》、《青春趴趴走》、《挑戰者》、《惡獵遊戲》等電影，以及《水行俠》、《CSI犯罪現場：紐約》、《鐵證懸案》、《驚世巨裂》、《宅男特務》、《靈書妙探》、《南國醫戀》、《醫緣》、《憨管家俏主人》、《復仇》、《獵豔情人》、《不安分的青春》、《這就是我們》等電視。

## 外部連結
- 賈斯汀·哈特雷在互联网电影资料库（IMDb）上的資料（英文）
- The Young and the Restless site for Hartley （页面存档备份，存于）
- 賈斯汀·哈特雷的Instagram帳戶